# Finkenherd (Altencelle)
Der Finkenherd beim Celler Ortsteil Altencelle in Niedersachsen war ein neuzeitlicher Vogelherd. Er wurde 1670 von Herzog Georg Wilhelm zu Braunschweig-Lüneburg angelegt. 
Das Vogelfanggebiet mit den Ausmaßen von 800 × 500 Meter war zu seinem Schutz umwallt. Die Umwallung ist auf einer Länge von 1,7 km erhalten. Der Wall hat eine Breite von drei bis vier Meter. Er ist bis zu 1,3 Meter hoch. Dem Wall ist außen ein 0,5 Meter tiefer Graben vorgelagert. 
Im Fangbereich bejagte der fürstliche Vogelfänger mit Netzen verschiedene Vogelarten. Die Vögel wurden an die Hofküche des Celler Schlosses geliefert. Weitere Anlagen dieser Art befanden sind in Beedenbostel, Osterloh, Wolthausen und Winsen (Aller).
Der Vogelherd ist auf verschiedenen historischen Karten eingezeichnet, unter anderem auf einer Karte von Celle von 1732, in der Kurhannoverschen Landesaufnahme von 1732 und auf dem preußischen Messtischblatt von 1899.
Heute liegt die Anlage in dem etwa 100 Hektar großen Waldgebiet mit Binnendünen, das als Finkenherd bezeichnet wird. Sie befindet sich östlich der Straße von Altencelle nach Lachtehausen. Beim Bau der Straße im 20. Jahrhundert ist die Wallbegrenzung im Westen zerstört worden. 2021 erfolgten im näheren Umfeld der historischen Anlage Baumrodungen beim Bau der Ortsumgehung von Celle durch die B 3.